# Palacio consistorial del IX Distrito de París
El palacio consistorial del distrito noveno de París es un edificio administrativo ubicado en el n. 6, rue Drouot en el distrito 9 de París, en la región de Île-de-France.
Ubicado en el Hotel d'Augny luego Aguado, fue construido a partir de 1748, por el arquitecto Charles-Étienne Briseux para el granjero general, Alexandre Estienne, barón d'Augny, a partir de entonces propiedad del banquero Alexandre Marie Aguado, marqués de Las Marismas del Guadalquivir de 1829.
En 1848, fue adquirido por la ciudad de París y se convirtió en el ayuntamiento del antiguo distrito 2, luego acogió los servicios municipales del ayuntamiento del distrito 9 de París, a partir de 1860.

## Historia

### El hotel en Augy
Entre 1746 y 1748, el granjero general Alexandre Estienne, barón d'Augny adquirió tres lotes de terreno edificable que representaban una superficie total de aproximadamente una hectárea y encargó al arquitecto Charles-Étienne Briseux la construcción de un hotel allí, que se completó un año después. Algunos artistas famosos de la época participaron en su decoración, en particular el escultor Nicolas Pineau, que realizó las esculturas de los salones; pero también los pintores Charles André van Loo, Pierre Nicolas Huilliot, François Boucher, Jean-Baptiste-Marie Pierre y Louis-Joseph Le Lorrain que adornan los techos, sobrepuertas y trumeaux.
Según algunos contemporáneos de la época,  es "una de las casas más bonitas de París", "con pequeños apartamentos como el del Rey, picadero cubierto, baños, corral, todo ello decorado con cuadros de los más famosos artistas".
El escritor Bernard Le Bouyer de Fontenelle y el compositor Antoine Dauvergne  llevaron a cabo uno de los primeros ensayos de la puesta en música de Eneas y Lavinie. 
Durante la Revolución, el barón permaneció recluido aquí, siendo uno de los pocos granjeros generales que escapó de la guillotina. El hecho es que desapareció 17 de enero de 1798, y al no tener descendencia, su propiedad se repartió entre sus dos primos hermanos, Nicolas Estienne d'Augny y Dominique Joseph Parron, siendo este último quien lo heredó.
Después de la caída de Robespierre, del 8 al 10 de Termidor Año II, se celebró el Baile de las Víctimas.
Posteriormente, fue alquilado al maestro guarnicionero y carrocero, Nicolas Duchesne, su esposa Antoinette Françoise Gaudry y Théodore Antoine Adolphe Lasalle, quienes firmaron juntos un contrato de arrendamiento por un período de 9 años, por la suma de 19 000 francos  anuales.

### El Círculo de Extranjeros
Duchesne utilizó parte para ampliar su tapicería en el Boulevard Montmartre y subarrendar los prestigiosos apartamentos del hotel al Marqués de Livry y su esposa, Mademoiselle Saulnier, ex primera bailarina de la Ópera. Allí montaron uno de los clubs de juego más famosos de Europa, el Círculo de Extranjeros.
Bajo el Directorio y el Consulado, se organizaron muchas fiestas y bailes. Se jugaba con máscaras, por lo que, al amparo del anonimato, algunas grandes fortunas fueron derrochadas. Como esta dama de compañía de Joséphine que perdió una suma tan considerable en el Cercle que fue despedida de las Tullerías.
Un contemporáneo describió: «Estos bailes ofrecidos por hombres famosos atrajeron a muchas personas por diferentes razones. Las primeras veces hubo una magnífica merienda, servida con profusión y elegancia en platos de plata y vermeil: : solo teníamos que desear y nos sirvieron : algunas personas hicieron más que ganas y tomaron jaleas, helados, encontraron los cubiertos de su agrado y se los llevaron ; la máscara y el disfraz los salvaban del oprobio y la venganza general... Otros alrededor de una larga mesa de juego tentaban a la fortuna y se exponían a sus caprichos : los treinta y uno fatales, los más lentamente crueles arruinados, enriquecidos o engañados a su vez, los que ahora mismo se felicitaban de sus favores o se quejaban de sus rigores ; más allá se escuchó el violín, la locura había dado la señal, estábamos bailando ; Debajo de las máscaras circulaban comentarios amistosos, ingeniosos ya veces libertinos, y tanto el sueño como la noche se olvidaban."
Después de lo cual el emperador Napoleón I prohibió los juegos de máscaras y el hôtel fue vigilado de cerca.
En 1806, Joseph Parron lo vendió a Robillard & Cie, una de las mayores fábricas de tabaco del mundo. Robillard hizo construir dos talleres de fabricación de tabaco al final del jardín, mientras que los salones continuaron albergando los juegos.
En 1813, fue nuevamente vendido a Jean Joseph Bernard, a quien Savary había arrendado los juegos de París por un período de seis años. Bajo la Restauración, los juegos del Círculo de Extranjeros siguieron siendo muy populares.
En 1819, la casa y los muebles utilizados para los juegos fueron alquilados a Boursault. Los talleres de la fábrica Robillard fueron destruidos y el jardín volvió a su tamaño original.
Bajo Carlos X, la actividad de los juegos comenzó a declinar, hasta su prohibición en 1836], bajo Louis-Philippe.

### El Aguado Hotel

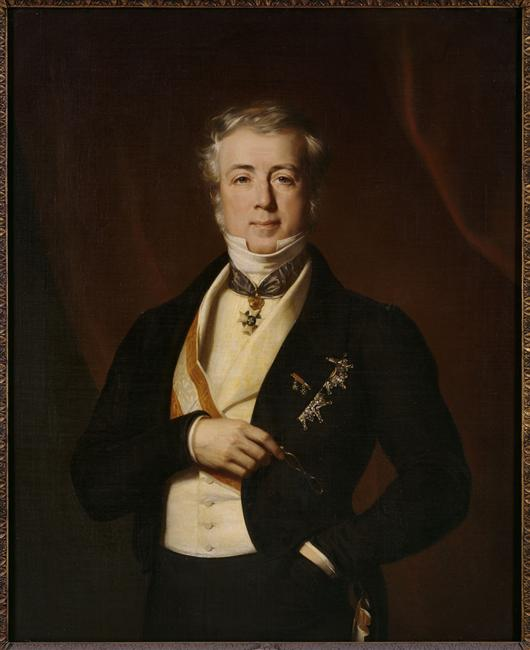
Alejandro Aguado

En 1829, Jean Joseph Bernard lo vendió al banquero Alejandro María Aguado por 500 000 francos. El Hôtel d'Augny se convirtió entonces en el Hôtel Aguado, que transformó por completo la decoración interior, sustituyendo la ornamentación rococó por una decoración más sobria, propia de la época de Carlos X. Los balcones de hierro forjado así como los pomos de las puertas están marcados con sus iniciales AA.
Aguado lo conservó hasta su muerte en 1842. La Compañía General de Seguros sobre la vida de los hombres lo compróen 1844, por 1 000 050 francos, y la alquiló a los banqueros Ganneron & Goüin, pero el fondo del jardín fue cedido a la empresa que gestiona el pasaje Jouffroy y que planeó crear una calle o un pasaje cubierto entre el bulevar Montmartre y la rue de la Grange-Batelière, previendo una puerta de acceso al hotel. La empresa optó por un pasaje cubierto, y la puerta todavía existe entre el ayuntamiento y el pasaje Jouffroy.

### Palacio consistorial
En 1848, fue adquirida por la ciudad de París para instalar el ayuntamiento de la antigua 2 arrondissement, luego el del 9 después de la ampliación de la capital en 1860. Dos alas laterales construidas por el arquitecto Alfred-Philibert Aldrophe en un estilo similar al edificio central reemplazaron las dependencias para ampliar los servicios del ayuntamiento. El ala derecha se completó en 1885 y la izquierda en 1890.
En el patio está, a la izquierda, el monumento a los muertos del distrito 9 y enfrente, a la derecha, una estatua de bronce de estilo Art déco, que representa una alegoría de la Victoria, obra de François-Léon Sicard, fundida a la cera perdida en los talleres de L. Gatti. Esta estatua se presentó en el Salón de 1932 con el título Le IX arrondissement à ses Morts 1914-1918.
Entre 1972 y 1985, entonces en mal estado, fue completamente restaurado bajo la dirección del arquitecto Jean-Jacques Fernier.

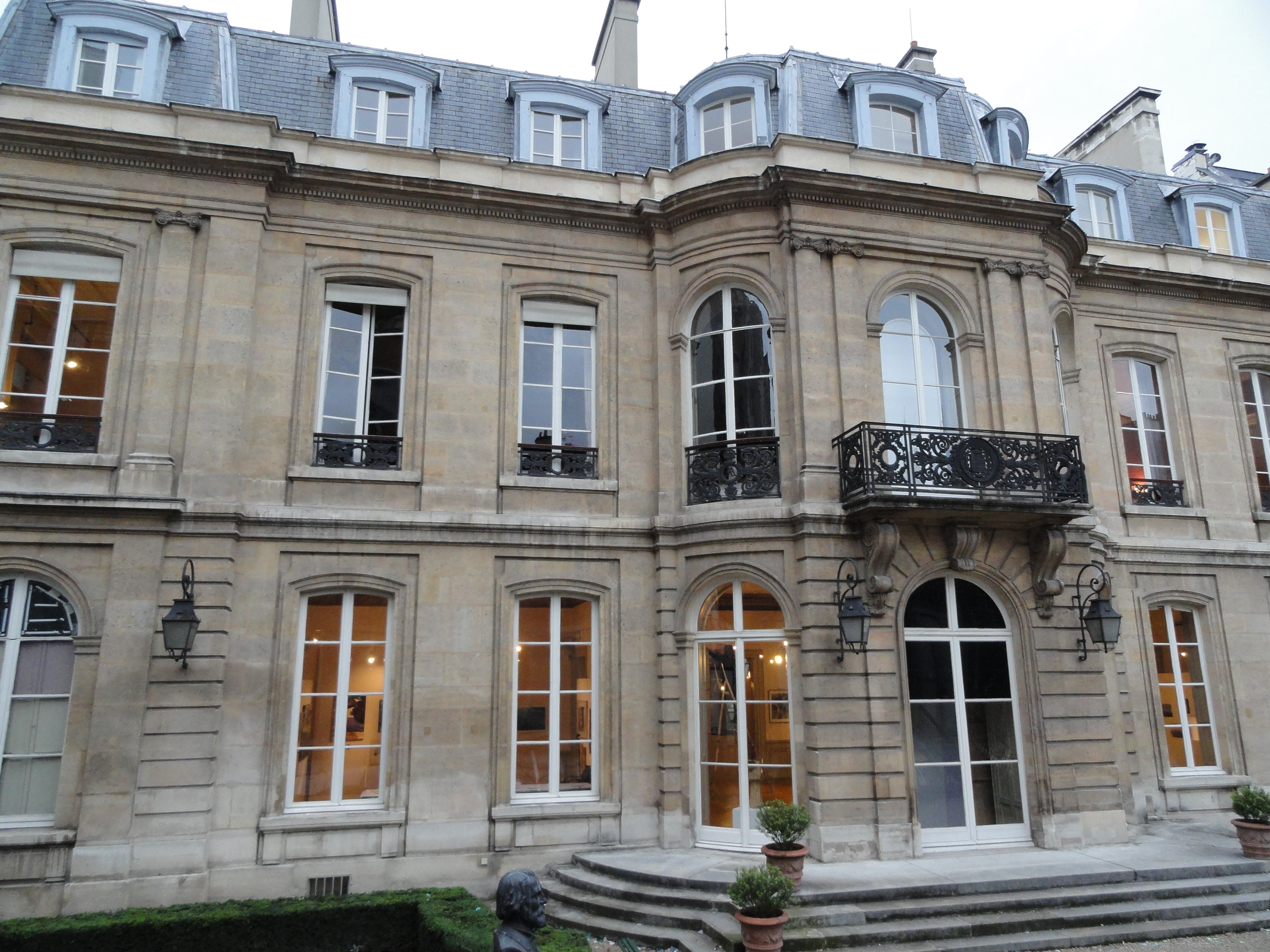
L'arrière de l'hôtel d'Augny, ancien côté jardin.
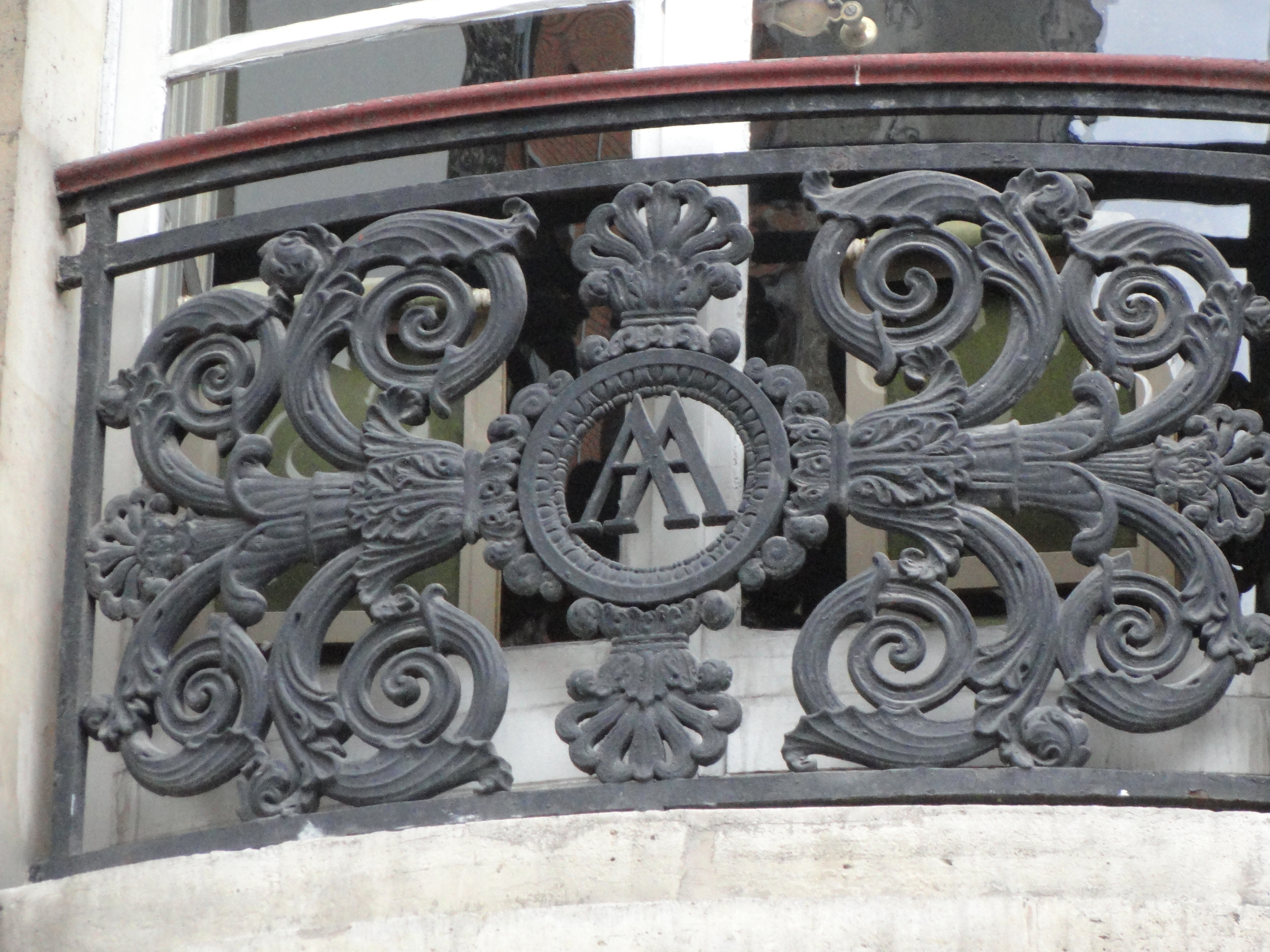
Balcon en fer forgé avec les initiales AA d'Alexandre Aguado.
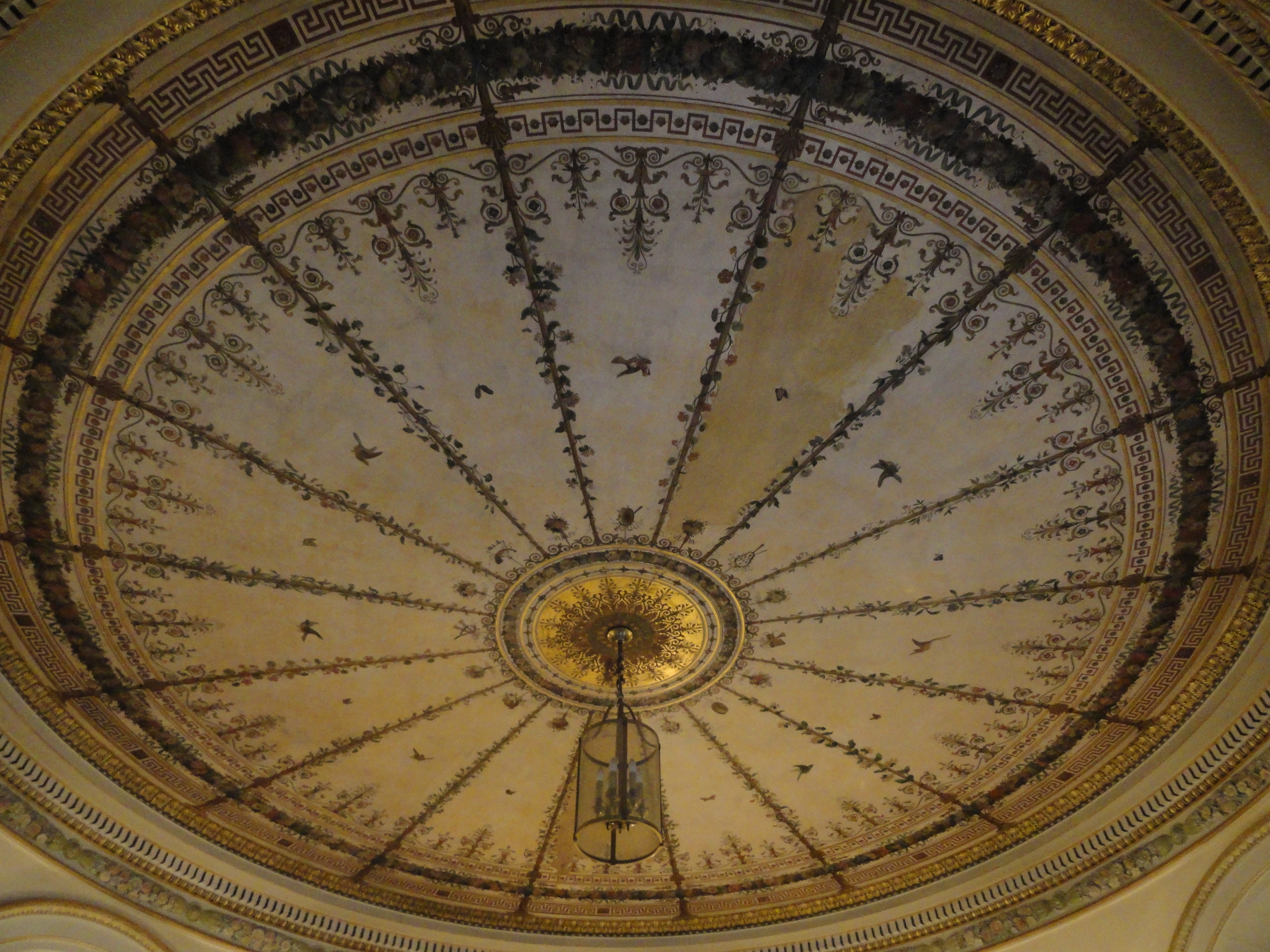
Plafond peint d'une des antichambres. Réalisé vers 1830 en remplacement de la décoration rococo.
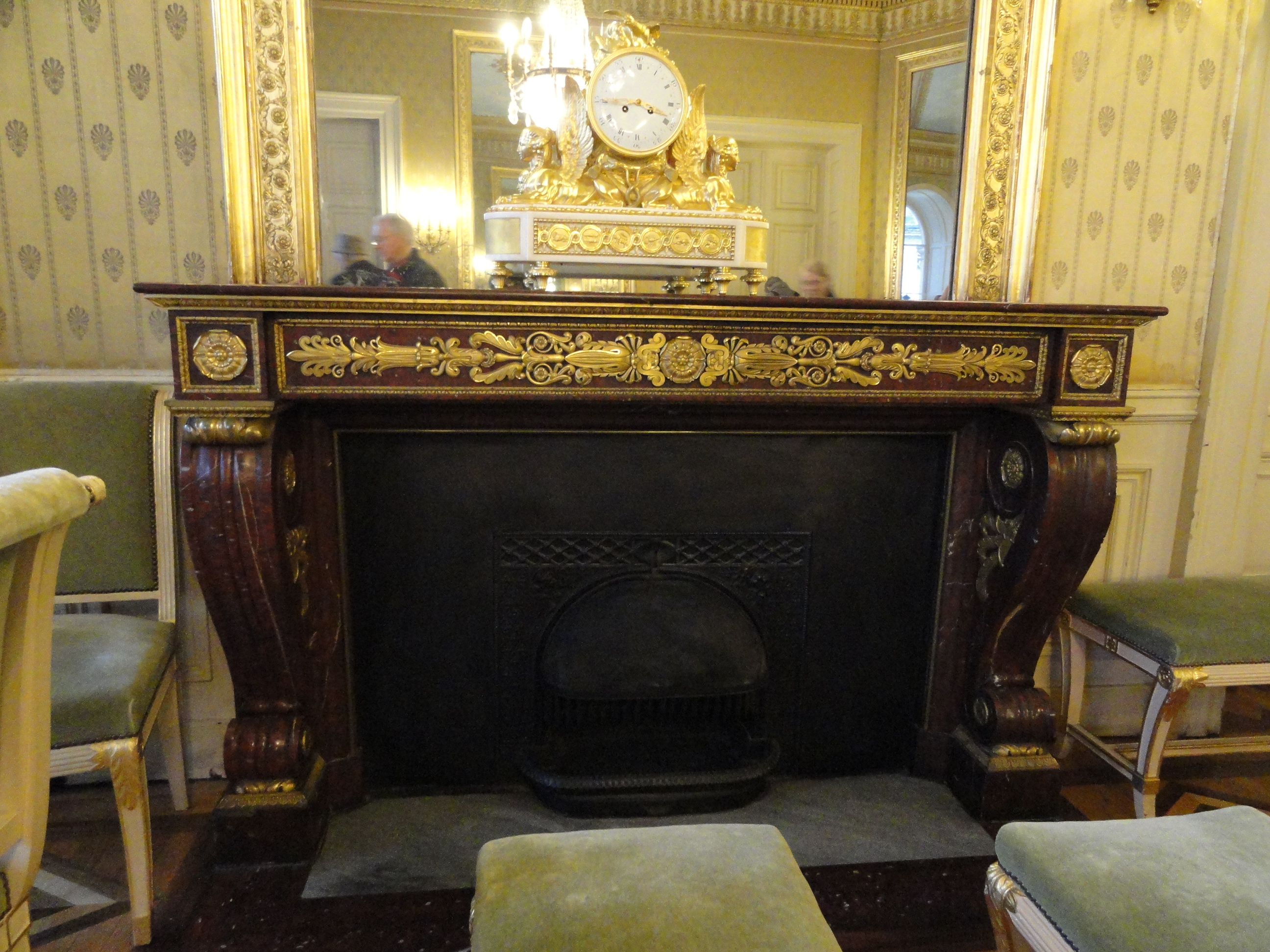
Cheminée dans la salle des mariages, datant des années 1830 (hôtel d'Aguado).
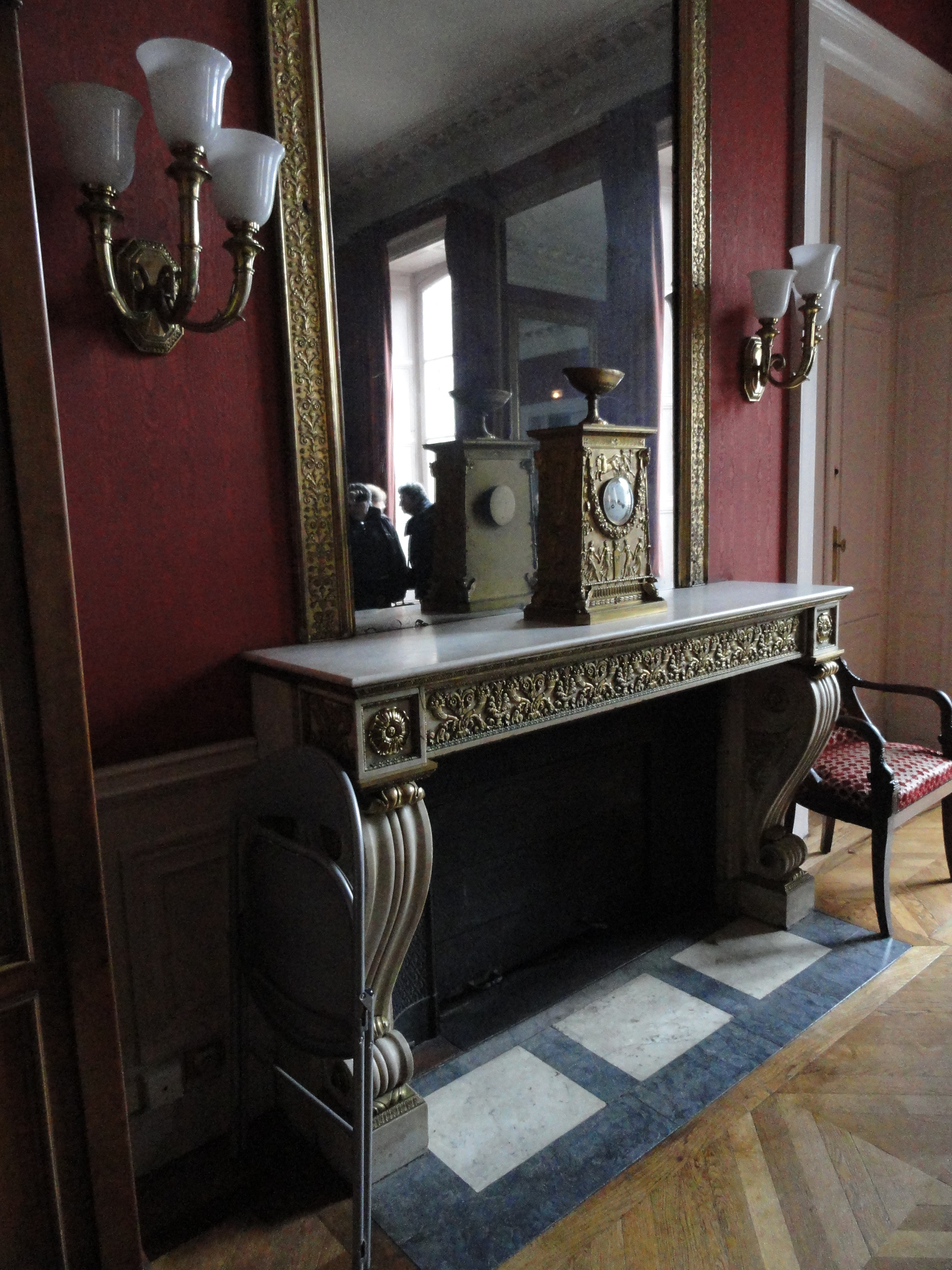
Cheminée dans la salle du conseil, datant des années 1830 (hôtel d'Aguado).
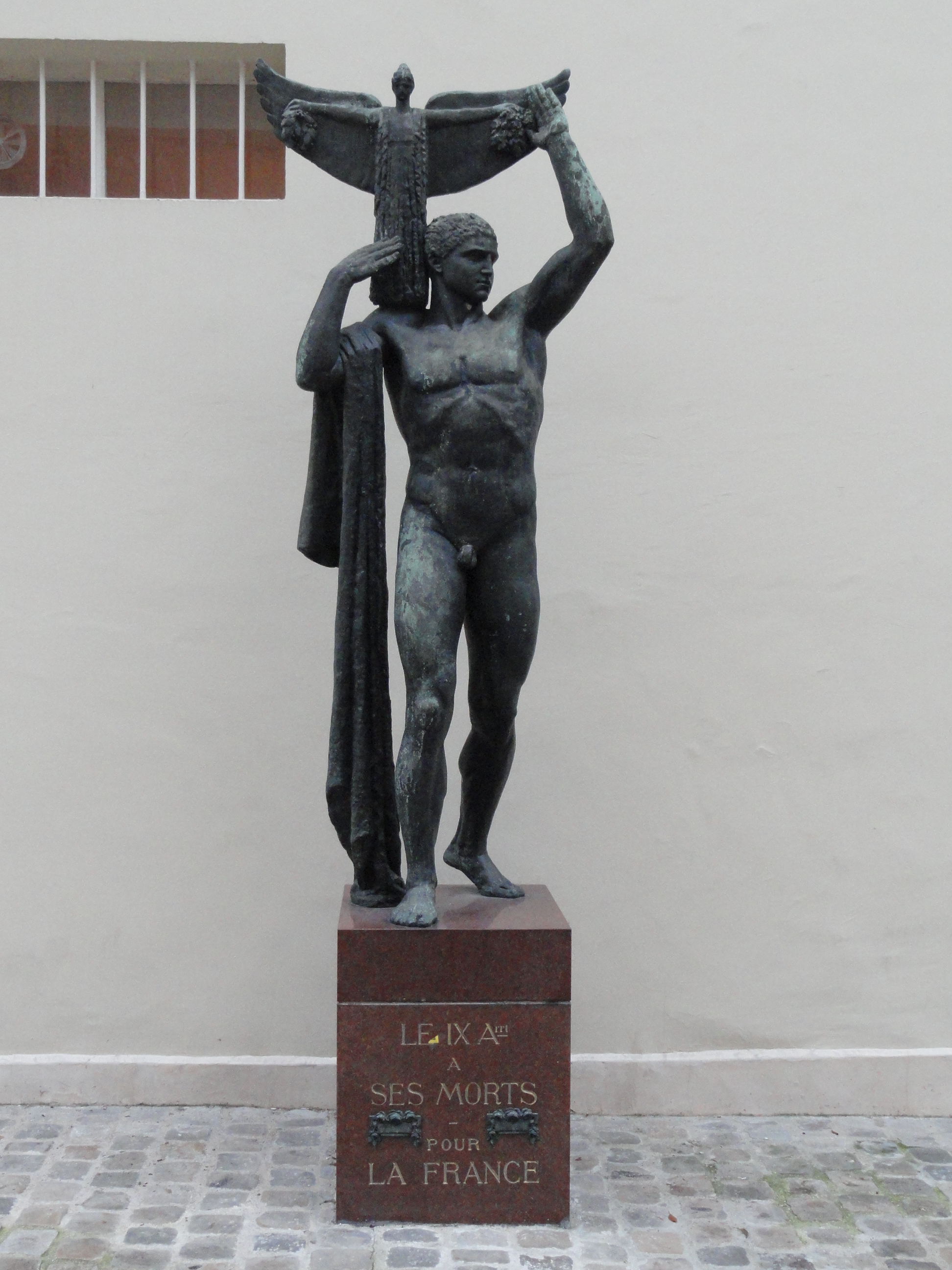
Statue allégorique de la Victoire sculptée par Sicard.
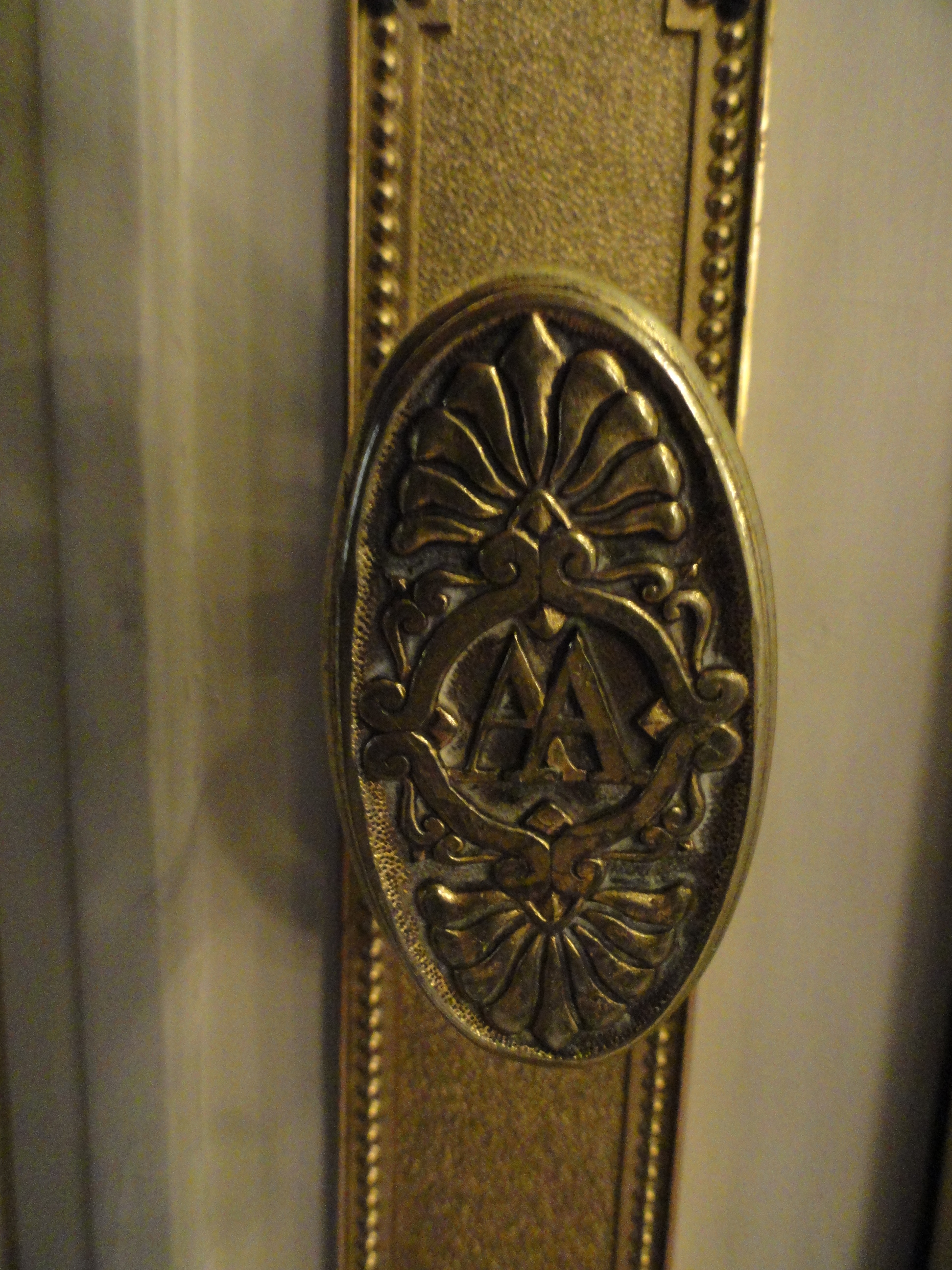
Bouton de porte portant les initiales "AA"
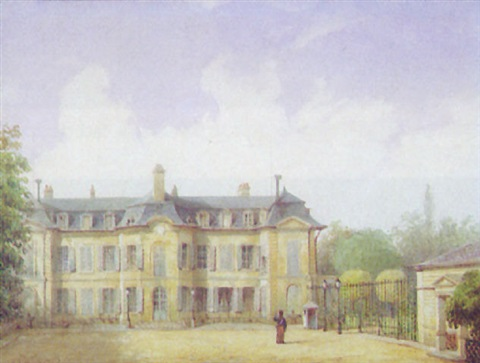
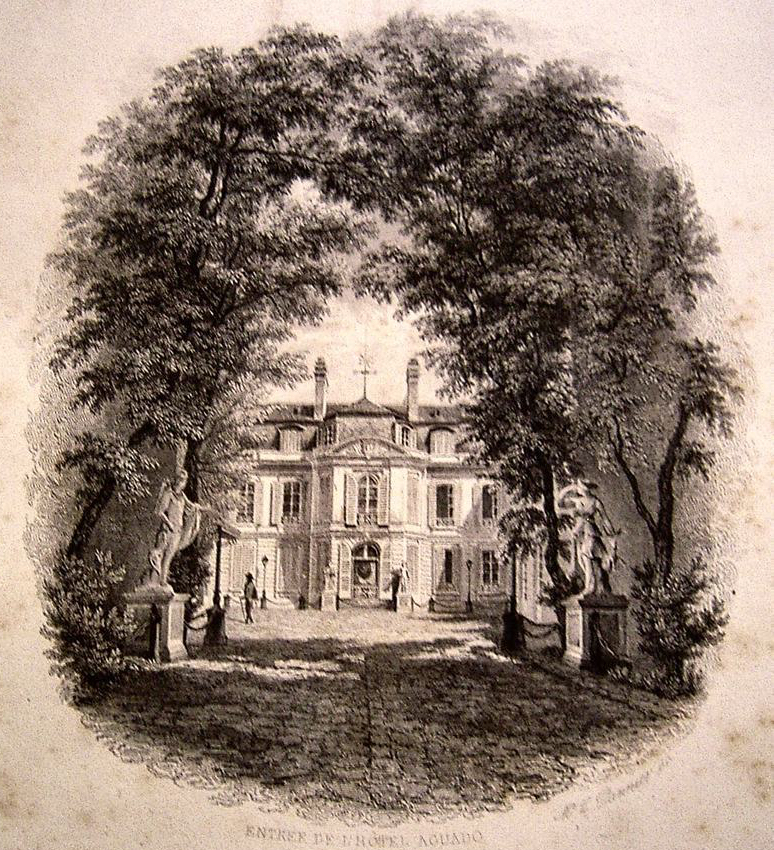
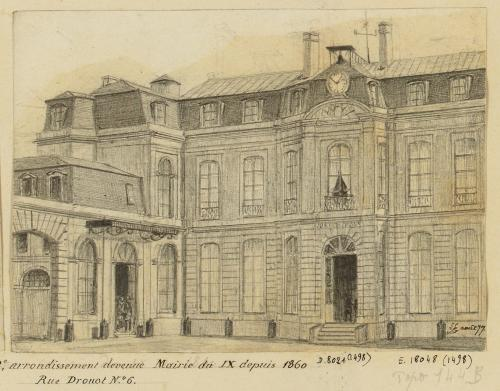

## Protección
Está catalogado parcialmente como monumento histórico por su fachada al patio y su fachada al jardín así como por la decoración del vestíbulo del Juzgado de Paz, por decreto del 19 de octubre de 1927.